# Владыкино (Вологодская область)
Владыкино — деревня в Верховажском районе Вологодской области.
Входит в состав Чушевицкого сельского поселения, с точки зрения административно-территориального деления — в Чушевицкий сельсовет.
Расстояние по автодороге до районного центра Верховажья — 50,5 км, до центра муниципального образования Чушевиц — 14,7 км. Ближайшие населённые пункты — Савково, Ростово, Красулино.
По данным переписи в 2002 году постоянного населения не было.